# École centrale Paris
Pour les articles homonymes, voir ECP, École centrale et Arts et manufactures.
L'École centrale Paris ou ECP (appelée couramment Centrale ou Centrale Paris) — dont le nom officiel est École centrale des arts et manufactures — était une grande école d'ingénieurs française fondée en 1829. C'était l'une des plus anciennes de France. Ses élèves et anciens élèves sont appelés « Centraliens » et plus familièrement « Pistons ».
Le 1er janvier 2015, le nouveau grand établissement CentraleSupélec est créé et reprend les activités de l'École centrale Paris et de l'École supérieure d'électricité (incluant les campus de Gif-sur-Yvette, Metz et Rennes) qui sont dissoutes. La dernière promotion à avoir reçu le diplôme d'ingénieur des Arts et Manufactures fut celle de l'année 2020.
L'établissement formait des ingénieurs généralistes (ingénieurs des arts et manufactures, appelés aussi ingénieurs centraliens) destinés principalement aux entreprises. L'école délivrait également des diplômes de mastère spécialisé, de master, de master recherche, et de doctorat. Elle possédait un centre de recherche de plus de 400 personnes.
Elle est la fondatrice du réseau d'échange d'étudiants TIME en 1988 et est membre de la Conférence des écoles européennes pour l'enseignement et la recherche des sciences pour l'ingénieur avancées (CESAER).
En janvier 2007, l’École centrale Paris a décidé de rejoindre le Pôle de recherche et d’enseignement supérieur (PRES) UniverSud Paris. Elle a déménagé sur le plateau de Saclay, dans le cadre de l'opération d'aménagement Paris-Saclay, en septembre 2017.

## Historique

### École centrale
L'École centrale des arts et manufactures est fondée en 1829 sur une initiative privée par Alphonse Lavallée, homme d'affaires actionnaire du journal d'inspiration saint simonienne Le Globe et premier directeur, qui s'est entouré de trois scientifiques : Jean-Baptiste Dumas, Eugène Péclet et Théodore Olivier. Elle a pour but de former des ingénieurs généralistes pour l’industrie naissante (« les médecins des usines et des fabriques »), à une époque où les institutions supérieures forment plutôt des cadres de l'État. Elle devient publique en 1857 quand Lavallée la lègue à l'État français pour en assurer la pérennité. Elle est ensuite temporairement renommée École impériale des arts et manufactures. Elle attribue à partir de 1862 le titre d’ingénieur des arts et manufactures, premier titre d'ingénieur diplômé créé en France et devenu maintenant le titre d'ingénieur diplômé de l'École centrale des arts et manufactures. L'École Centrale a disparu lors de sa fusion avec Supelec, et le diplôme d'ingénieur diplômé de l'École centrale des arts et manufactures disparait en 2020 pour devenir un diplôme global d'ingénieur CentraleSupelec,.

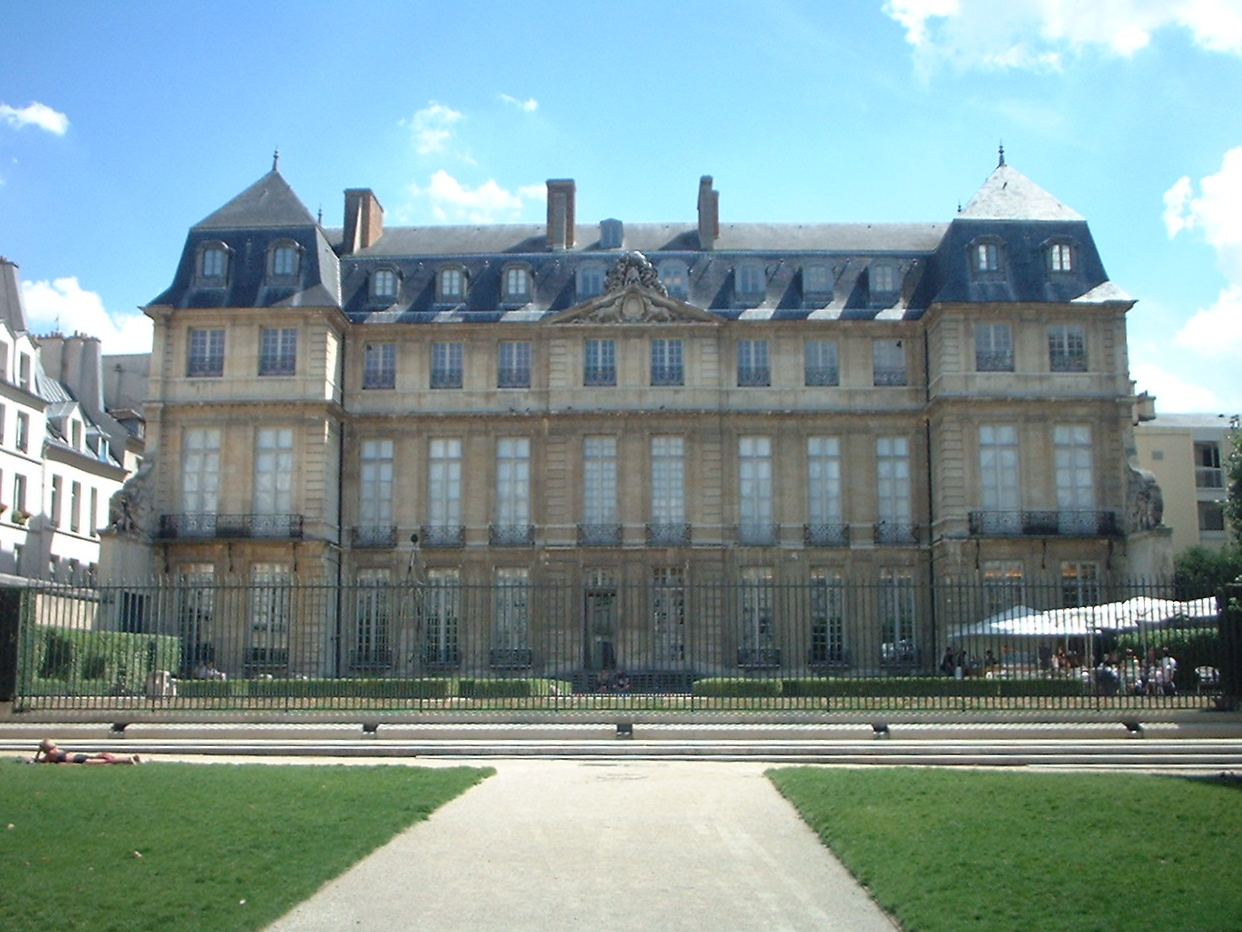
Premier bâtiment de l'École centrale (hôtel Salé) dans le Marais.
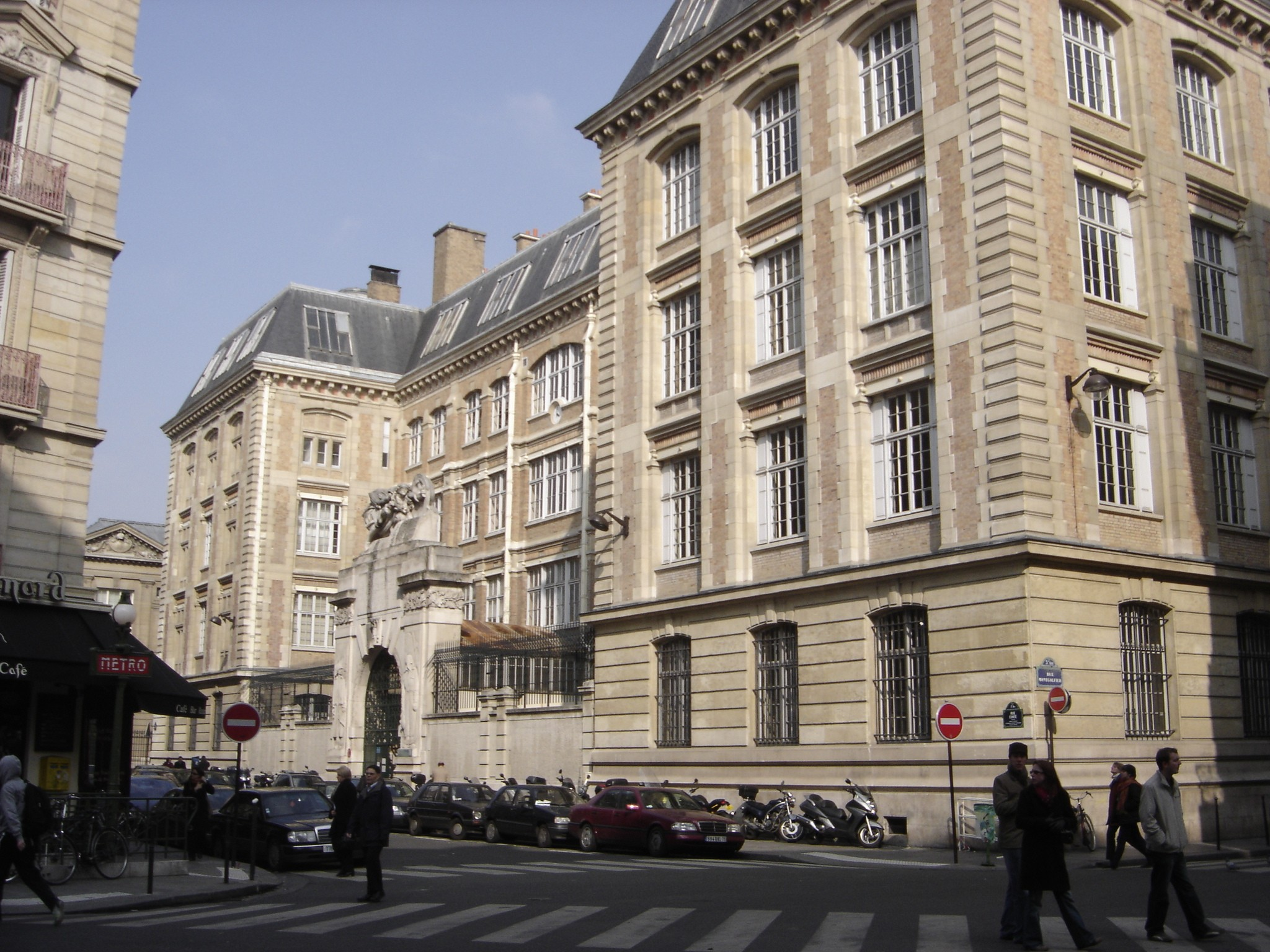
Second bâtiment de l'École rue Montgolfier à Paris (3e arrondissement), derrière le CNAM.
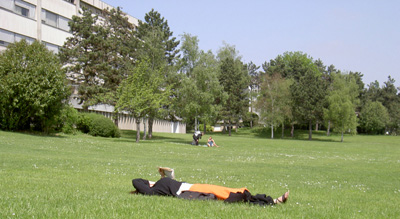
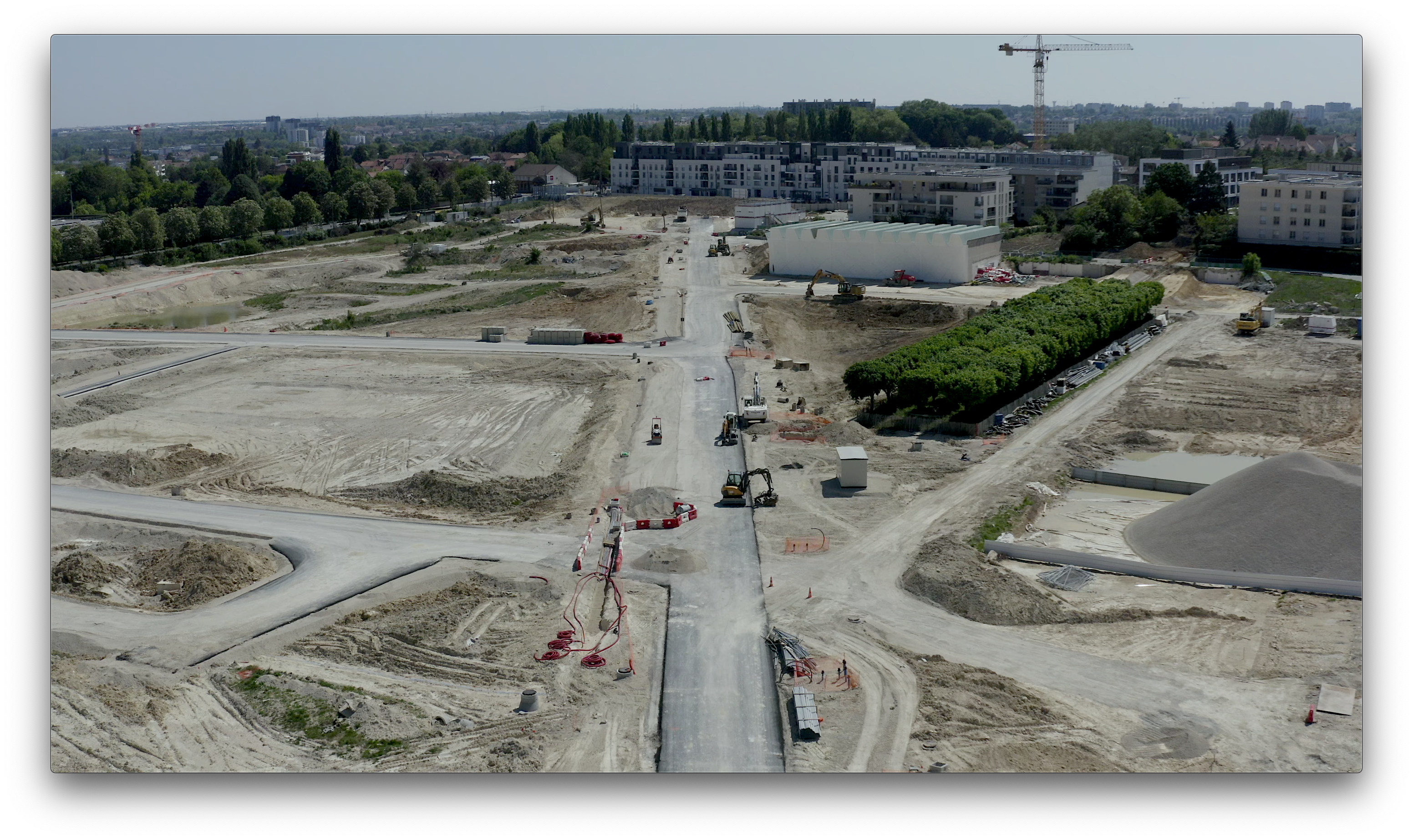
Site de l'ancien bâtiment de Centrale Paris à Châtenay-Malabry détruit en 2019.

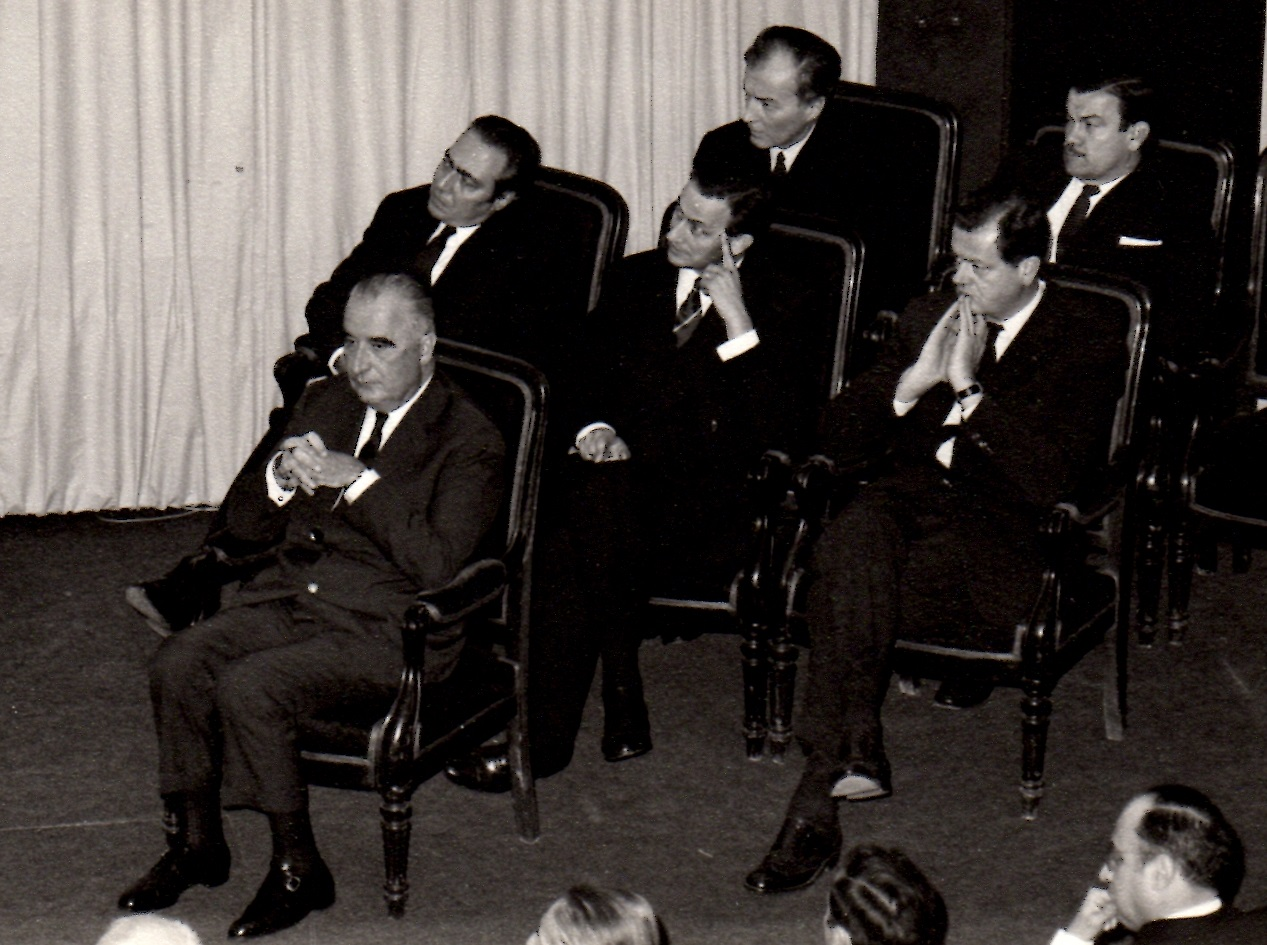
Georges Pompidou et plusieurs ministres lors de l'inauguration de l'école à Châtenay-Malabry le 17 octobre 1969.

Installée dans un premier temps à Paris, à l’hôtel de Juigné (actuel hôtel Salé, hôte du musée Picasso), puis dans des locaux construits à cet effet rue Montgolfier (qui appartiennent maintenant au Conservatoire national des arts et métiers (CNAM) dont le bâtiment originel est adjacent), elle est transférée en 1969 à Châtenay-Malabry sur un campus regroupant les bâtiments d’enseignement et de recherche, la résidence des élèves et plusieurs équipements communautaires (restaurant universitaire, stade, gymnase). L'architecte du campus est Jean Fayeton. Le président Pompidou, accompagné pour cette occasion par Robert Galley, alors ministre et centralien lui-même, inaugure ce campus.
L'École centrale Paris a acquis rapidement une grande renommée. De grands noms de l’industrie en sortent : Paul Bodin, Gustave Eiffel, Georges Leclanché, André Michelin, Armand Peugeot, Robert Peugeot, Louis Blériot, Marcel Schlumberger, Francis Bouygues, etc. Des personnalités du domaine artistique en ont été également diplômées, telles l’écrivain Boris Vian, le sculpteur Gérard Chamayou dit Félix (ingénieur de la Géode à Paris) ou le chanteur Antoine.
L'École a célébré en 2004 son 175e anniversaire. Son dernier directeur a été Hervé Biausser, l'école ayant évolué en CentraleSupélec.

### CentraleSupélec
En 2009, l'École centrale prend la décision de déménager sur le plateau de Saclay, dans le quartier du Moulon (à Gif-sur-Yvette) à proximité immédiate de son allié stratégique, l'école d'ingénieurs Supélec (École supérieure d'électricité).
Cette alliance est identifiée par la marque « CentraleSupélec ».
Début 2015, l'école est dissoute, absorbée par un nouvel EPSCP : CentraleSupélec.

## Identité visuelle

Logo historique.
Logo jusqu'au 1er janvier 2015.
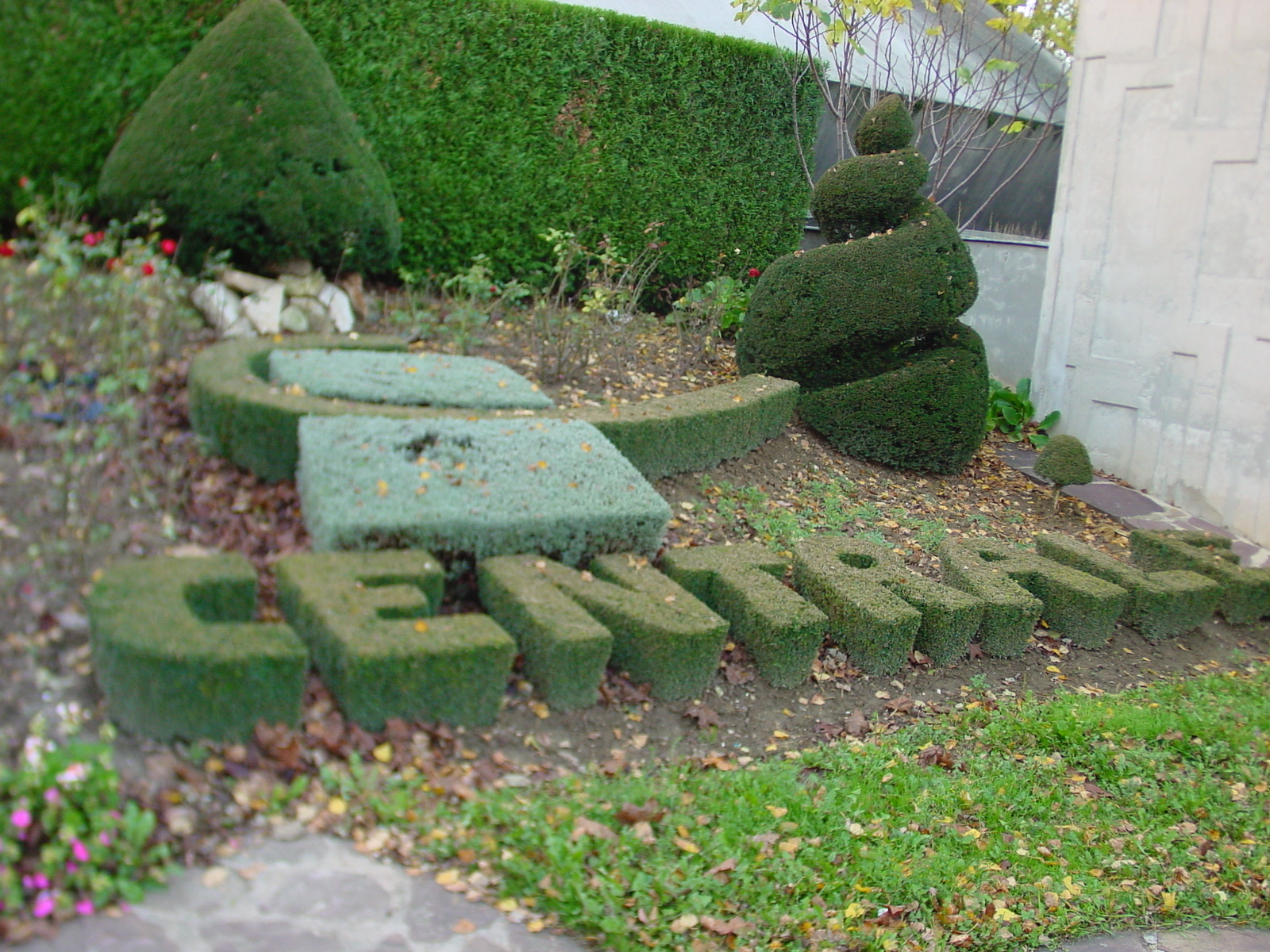
Logo paysagé visible à l'entrée de la résidence.
Logo à partir du 1er janvier 2015.

## Les formations délivrées

### Formation d'ingénieur
Le BSc peut être aussi délivré exceptionnellement à l'École centrale Parisou à l'Institut polytechnique des sciences avancées pour le domaine aéronautique. Cependant, depuis le 19 juillet 2013, ce titre d'ingénieur est reconnu aux États-Unis comme l’équivalent du master of science.

#### Recrutement
- Programme Centralien (ingénieurs Centrale Paris, grade 300 ECTS)

Le recrutement des élèves-ingénieurs se fait principalement sur un concours très sélectif après les classes préparatoires aux grandes écoles. La voie d’accès principale est le concours Centrale-Supélec (à l'issue des filières de classes préparatoires MP, PSI, PC, PT, TSI), mais une partie des étudiants sont recrutés après des licences via le concours CASTing ou dans le cadre du programme TIME. Depuis quelques années, les élèves de classe préparatoire BCPST peuvent accéder à l'école par le concours A Bio. Il y a environ 900 élèves par promotion.

#### Appellation des promotions
Depuis la promotion 2011 (élèves-ingénieurs entrés en 2008), chaque promotion de l'École centrale Paris est baptisée du nom d'un illustre ancien élève.
- P2011 : promotion Gustave Eiffel
- P2012 : promotion Boris Vian
- P2013 : promotion André Michelin
- P2014 : promotion Constantin Rozanoff
- P2015 : promotion Jacques Maisonrouge (en)
- P2016 : promotion Pierre Lefaucheux
- P2017 : promotion Louis Blériot
- P2018 : promotion Robert Ier Peugeot
- P2019 : promotion Francis Bouygues
- P2020 : promotion Alphonse Lavallée

Note : en tant que dernière promotion de Centrale Paris, la P2020 a obtenu le droit de porter le nom du fondateur de l'école.
(Source : annuaire de l'Association des Centraliens)

### Mastères spécialisés (MS)
Les mastères spécialisés de l’École centrale Paris sont reconnus par la Conférence des grandes écoles depuis 1987. Ils se déroulent sur un an ou en alternance sur deux ans, en France ou à l’étranger (Serbie, Tunisie, Russie, etc.).
Liste des Mastères spécialisés
- Les MS Sciences et Technologies :
  - Aménagement et Construction durables
  - Génie Civil des Grands Ouvrages pour l'Énergie
  - Mathématiques appliquées à la finance
  - Systèmes Embarqués
  - Dynamique et modélisation automobile
  - Structure et systèmes aéronautiques
  - Ingénierie des Systèmes Informatiques Ouverts
  - Architecte des Systèmes d'Information
  - Systèmes de transports ferroviaires et guidés
- Les MS Double Compétence (Management et Technologies) :
  - Technologie et Management, pour diplômés de l'enseignement supérieur en gestion. L'objectif est de permettre à des personnes issues d'écoles de management d'intégrer des projets, des équipes, des entreprises dans les secteurs où la technologie et l'innovation priment.
  - Stratégie & Développement d'Affaires Internationales
  - Management industriel, Projet et Supply Chain (ex Génie des Systèmes Industriels)
  - Purchasing Manager in Technology et Industry
  - Management des systèmes d'information
  - Management et Direction de Projets
  - Centrale-Essec Entrepreneurs
  - Innovation et Transformation
- Les MS Santé :
  - Ingénierie des Données de la recherche médicale et Biotechnologique
  - Gestion des Risques et de la Sécurité des établissements et réseaux de santé
  - Ingénierie de l'information et des Connaissances des organisations de Santé
  - Management et Technologie des établissements et réseaux de Santé

### Masters recherche
L'École centrale Paris propose 5 mentions de master à finalité de recherche dans le domaine des sciences de l'ingénieur ainsi qu'un master international. Ces programmes sont ouverts aussi bien aux élèves centraliens qu'aux étudiants non centraliens. Ces derniers peuvent intégrer le master en première ou deuxième année.
- Mention Énergie
- Mention Mathématiques appliquées et Sciences de l'information
- Mention Sciences appliquées
- Mention Sciences de l'entreprise : Génie industriel
- Master Énergie nucléaire (en anglais)

### Formation continue
La formation continue de l’École centrale Paris est portée par Centrale Formation, établissement de Centrale Recherche, filiale privée de l’École centrale Paris. Développée pour répondre à la demande des entreprises, elle offre aux cadres et dirigeants un espace privilégié de réflexion et d’apprentissage.
Centrale Formation (Executive Education) intervient dans tous les secteurs intégrant des dimensions technologiques et organisationnelles complexes (industrie, services, administrations publiques, métiers de la finance et de la santé, etc.).

## Recherche
Le centre de recherches de l'École comporte plus de 400 personnes (chercheurs, enseignants-chercheurs, post-doctorants, doctorants, ingénieurs, techniciens, personnels administratifs), réparties dans ses sept laboratoires. Trois laboratoires sont des unités du CNRS. Les domaines d'activités des laboratoires couvrent un large spectre : physique, physico-chimie, informatique, mathématiques, mécanique, économie, génie industriel et management. Les domaines d'application de ces recherches fondamentales ou appliquées concernent l'environnement, le secteur de l'énergie, la « science des systèmes », les transports, les technologies de l'information et de la communication et la santé.
L'École cherche à intensifier ses liens avec ses partenaires du pôle d'enseignement et de recherche UniverSud Paris, notamment Supélec, l'ENS de Cachan et l'Université Paris 11. Les autres partenaires institutionnels (hors CNRS) sont le CEA et l'INRIA. L'École développe aujourd'hui également une culture de chaires financées par des entreprises, qui concernent notamment la finance, le management ou le supply chain.

### Laboratoires de recherche
Les laboratoires suivants sont situés sur son site de Châtenay-Malabry :
- Laboratoire Énergétique moléculaire et macroscopique, Combustion, UPR 288 du CNRS (80 personnes, dont 25 chercheurs et enseignants-chercheurs)
- Laboratoire de Génie industriel (60 personnes, dont 18 enseignants-chercheurs)
- Laboratoire de Génie des procédés et matériaux (100 personnes, dont 29 enseignants-chercheurs)
- Laboratoire Mathématiques appliquées aux systèmes (80 personnes, dont 18 enseignants-chercheurs)
- Laboratoire de Mécanique des sols, structures et matériaux, UMR 8579 du CNRS (100 personnes, dont 25 chercheurs et enseignants-chercheurs)
- Laboratoire Structure, propriétés et modélisation des solides, UMR 8580 du CNRS (40 personnes, dont 16 chercheurs et enseignants-chercheurs)
- Laboratoire de Physique quantique et moléculaire, antenne de l'UMR 8537 du CNRS et de l'ENS de Cachan

De nombreux échanges de chercheurs sont réalisés avec d'autres institutions, notamment par l'accueil de professeurs invités.
L'École a obtenu en 2007, en commun avec Supélec, le label d'Institut Carnot, un mode de financement de la recherche qui favorise les partenariats avec les entreprises, pour le groupement C3S (Centrale-Supélec Sciences des Systèmes).

### Autres laboratoires
L'École possède aussi deux « laboratoires d'enseignements », qui n'ont pas de vocation de recherche et servent uniquement pour l'enseignement :
- Laboratoire d'Informatique et des Systèmes Avancés (LISA)
- Laboratoire de Physique Expérimentale (LPE)

## Partenariats
L'École centrale Paris est partenaire de plusieurs institutions françaises ou internationales, dans le cadre de ses activités d'enseignement ou de recherches.

### Partenariats français
L'École centrale Paris et Supélec ont signé en 2006 un accord-cadre et mis en place, en novembre 2008, une « alliance stratégique » qui a pour objectif une meilleure compétitivité internationale des deux Écoles.
Les directeurs de Centrale et Supélec ont annoncé en 2011 la création d'une marque et d'un logo communs. Ils ont également annoncé la création d'une association de préfiguration, chargée de mettre en place un rapprochement des deux écoles, sous un nouveau statut.
L'École centrale Paris s'est associée à l'ESSEC et Strate École de Design pour créer en 2005 le programme d'Open-Innovation CPI (Création d'un Produit Innovant). S'appuyant sur le Design Thinking, le programme CPI fait travailler pendant 9 mois des équipes mixtes d'élèves des trois écoles sur des vraies problématiques d'innovation soumises par les entreprises partenaires.
L'École centrale Paris et l'ESSEC ont signé une « alliance stratégique » en novembre 2009. Cela inclut notamment un accord cadre sur l'ensemble des missions universitaire (formation initiale, formation continue, recherche, international et entrepreneuriat) et la création d'un double diplôme réciproque.
L'École centrale Paris, Supélec et l'ESCP Europe ont signé un accord de partenariat en juillet 2006 sur trois axes : accord d’échange d’étudiants, de double diplôme et de recherche.
L'École est également membre des associations françaises suivantes :
- Conférence des grandes écoles
- Groupe Centrale : groupement des « Écoles centrales » comprenant, outre CentraleSupelec, l’École centrale de Lyon, l’École centrale de Lille, l’École centrale de Marseille, l’École centrale de Nantes et l'École centrale de Pékin, fondée en 2003 et dispensant un enseignement francophone correspondant aux principes du Groupe Centrale. Des projets sont en cours concernant deux futures écoles, la première à Casablanca (la convention relative à la création de l'École centrale de Casablanca a été signée au Maroc le 3 avril 2013) au Maroc et la seconde en Inde : Mahindra École centrale, dont la rentrée a lieu le 4 août 2014.
- PRES UniverSud Paris : L'École est membre du Pôle de recherche et d'enseignement supérieur (PRES) UniverSud Paris. Un des objectifs est une visibilité internationale renforcée. Ce PRES réunit d’ores et déjà environ 50 000 étudiants, 155 laboratoires de recherche dont 130 associés à des organismes de recherche, notamment les CNRS et INSERM. Les membres fondateurs de UniverSud Paris sont les universités d'Évry-Val d'Essonne, Paris-Sud 11, Versailles Saint-Quentin en Yvelines (UVSQ), l'École centrale, SUPELEC et l’ENS de Cachan. Parmi les grandes écoles du territoire sud francilien associées à UniverSud Paris, on peut citer HEC Paris, l'École polytechnique, AgroParisTech, et SupOptique.
- Concours commun Centrale-Supélec : Des écoles d'ingénieurs sont partenaires pour le recrutement des élèves-ingénieurs à la sortie des classes préparatoires, et Centrale et Supélec depuis 1968.
- Collège des Hautes Études Environnementales et du Développement Durable (CHEE&DD) : L'École centrale Paris a développé un partenariat avec l'École supérieure de commerce de Paris et l'Institut national agronomique Paris-Grignon (INA-PG), sur les questions d'environnement et de développement durable.
- Institut Carnot en collaboration avec Supélec intitulé C3S Sciences des systèmes.

### Partenariats internationaux
Environ un quart des étudiants sur le campus sont étrangers[réf. nécessaire]. L'École est membre des réseaux suivants :
- CESAER : regroupement d'écoles d'ingénieurs européennes.
- Réseau TIME : l'École a été en 1988 la fondatrice du réseau TIME (Top Industrial Managers for Europe), qui permet à des étudiants d'obtenir un diplôme de deux des meilleures universités techniques européennes (double diplôme). Les autres membres sont, par exemple, l'École polytechnique de Milan, l'université Queen's de Belfast, l'université technique de Berlin...
- Université de Cambridge : convention d'échanges d'étudiants, les élèves centraliens peuvent (en nombre limité) aller passer leur deuxième année à l'université de Cambridge, dans le département Engineering, de même, des étudiants de Cambridge passent leur troisième année d'Engineering à l'ECP[16].

## Entrepreneuriat
Depuis 2001, l'École a mis en place divers dispositifs pour soutenir l'entrepreneuriat, dont un incubateur, et une filière Centrale Entrepreneur.
De jeunes sociétés dans des domaines variés sont issues de cette dynamique entrepreneuriale : conseil en organisation pour les hôpitaux, vidéo à la demande, bâtiments à énergie positive, capteurs de ruptures de la chaîne du froid, cartographie 3D dynamique, production de séries et téléfilms, aide à la décision pour les professionnels de santé, production d'énergie renouvelable par méthanisation, gestion de la relation patient, marketplace dans l'événementiel, etc. On peut citer notamment Anevia, Privateaser, Evaneos ou Heetch.

## Vie associative

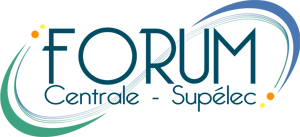
Logo du Forum Centrale-Supélec.

Le BDE (Bureau Des Elèves) gère l'ensemble de la vie associative et des évènements étudiants de l'école.
Le Forum CentraleSupélec fait se rencontrer au palais des congrès de Paris des élèves-ingénieurs et des entreprises.
Junior Centrale Études (JCE) était la Junior-Entreprise de l'école.
L'association télévisuelle de l'École, NX Télévision fut fondée en 1989.
L'association VIA Centrale Réseaux est à l'origine du lecteur multimédia VLC, et est FAI de la résidence des élèves.
L'association Genius regroupe les étudiants à la fibre entrepreneuriale et organise des évènements sur le campus pour promouvoir la création d'entreprise.
Le Club Magie de Centrale Paris, devenu le Club Magie de CentraleSupélec, a été créé en 1982. Très réputé pour ses représentations dans l'école ainsi qu'à l'extérieur, il a formé plusieurs magiciens professionnels.

## Personnalités liées à l'établissement

### Directeurs
- Alphonse Lavallée (1829-1862)
- Auguste Perdonnet (1862-1867), dont le nom est inscrit sur la tour Eiffel, était l'auteur du cours sur les chemins de fer
- Jules Petiet (1867-1871)
- Napoléon Solignac (1871-1882), sous-directeur faisant fonction
- Alcide Cauvet (1882-1892)
- Francisque Reymond (1892-1895)
- Paul Buquet (1895-1910)
- Ernest Noël (1910-1920)
- Adrien Bochet (1920-1922)
- Léon Guillet (1922-1945), par ailleurs professeur de l'école
- Casimir Monteil (1945-1948)
- Edouard Callandreau (1948-1952)
- Georges Poivilliers (1952-1962)
- Roger Boucheron (1962-1963), par intérim
- Jacques Fougerolles (1963-1965)
- Roger Boucheron (1965-1967), sous-directeur faisant fonction
- Jean-Jacques Baron (1967-1978)
- Daniel Gourisse (1978-2003)
- Hervé Biausser (2003-2015), dernier directeur de l'école (en raison de la création de CentraleSupélec).

(source : Annuaire de l'Association des Centraliens).

### Enseignants

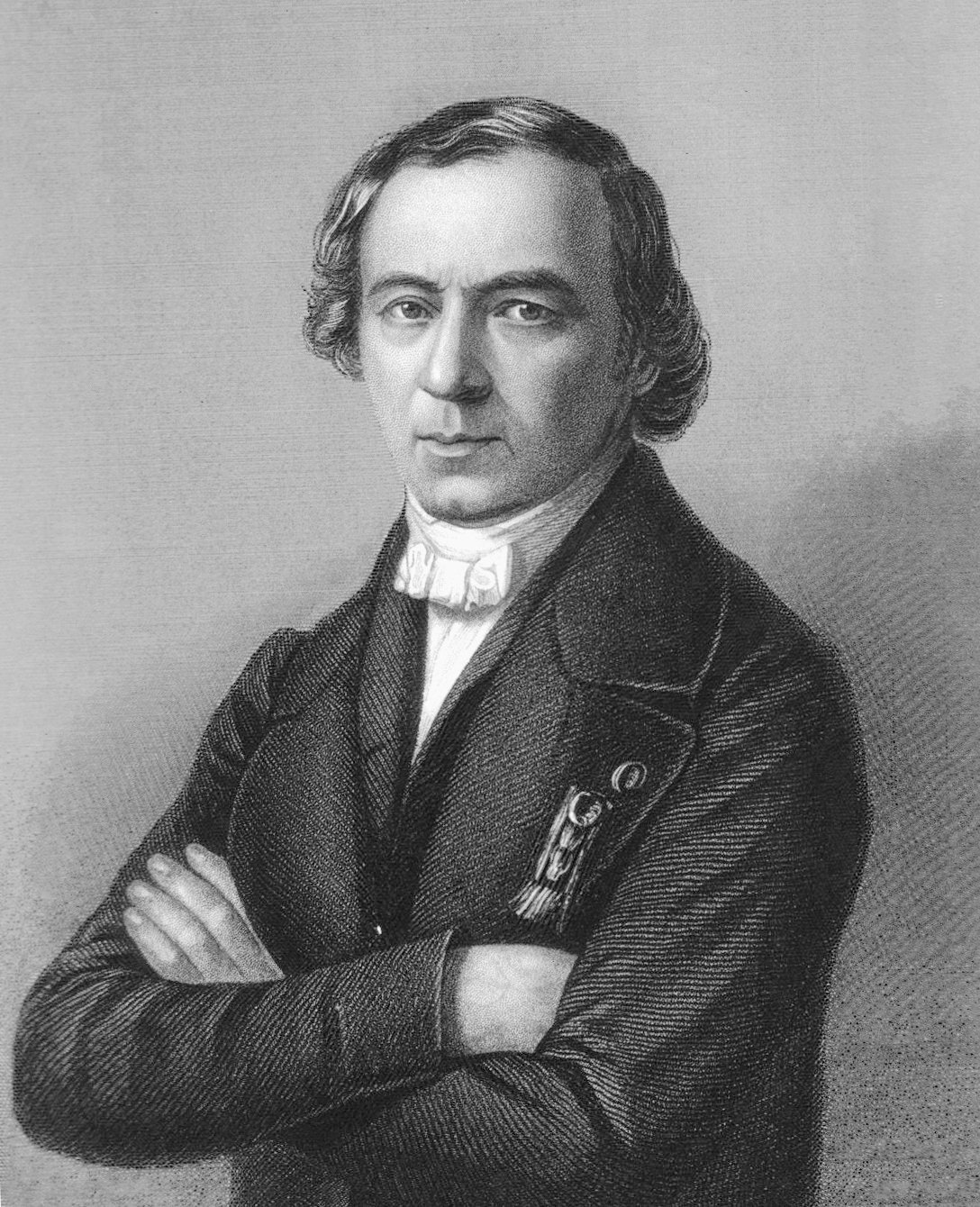
Portrait de Jean-Baptiste Dumas, fondateur de l'École.

- Jean-Baptiste Dumas, cofondateur de l'École, chimiste, secrétaire perpétuel de l'Académie des sciences, membre de l'Académie française, ministre
- Eugène Péclet, cofondateur de l'École, physicien, ancien élève de Dulong et Gay-Lussac, à l'origine du nombre de Péclet
- Théodore Olivier, cofondateur de l'École, professeur de géométrie descriptive
- Anselme Payen, répétiteur (1829-1835), puis professeur (1835-1839) de chimie industrielle, industriel du sucre, découvreur de la cellulose et de la première enzyme, membre de l'Académie des sciences
- Gaspard-Gustave Coriolis, professeur (1830-1832) d'analyse géométrique et de mécanique générale, membre de l'Académie des sciences
- Eugène Chevandier de Valdrome (1810-1878), industriel lorrain
- Jean-Daniel Colladon, physicien et ingénieur suisse, chaire de mécanique de 1829 à 1839, membre correspondant de l'Institut de France
- Charles-Auguste-Joseph Walter de Saint-Ange, professeur de mécanique et de métallurgie (1830-1851)
- Joseph Liouville, répétiteur (1831) puis professeur (1833), mathématicien, célèbre en analyse, géométrie différentielle et théorie des nombres, membre de l'Académie des sciences
- Antoine Masson, professeur (1841-1860) et inventeur de la bobine d'induction (avec Ruhmkorff)
- Charles Chobrzyński, promotion 1834 est préparateur de chimie pendant un an après sa sortie, émigré polonais il a bénéficié d'une bourse accordée par Alphonse Lavallée. Il est ensuite ingénieur aux chemins de fer[26].
- Samson Jordan (promotion 1854), professeur de métallurgie (1864-1900) et initiateur de l'utilisation du procédé Bessemer en France
- Claude Auguste Lamy, professeur de chimie industrielle (1865-1870), découvreur du thallium
- Amédée Burat, professeur de minéralogie, de géologie et d'exploitation des mines
- Victor Cambon, ingénieur
- Paul-Gabriel Hautefeuille (promo 1858), répétiteur (1865-1876), grand chimiste minéralogiste (auteur de nombreuses synthèses) et membre de l'Académie des sciences
- Maurice Lévy, professeur de mécanique (1875-1910), membre de l'Académie des sciences
- Alfred-Aimé Flamant, professeur de mécanique générale (1885-1911), prix Montyon de mécanique de l'Académie des sciences
- Émile Picard, mathématicien et professeur de mécanique de 1894 à 1937, secrétaire perpétuel de l'Académie des sciences, membre de l'Académie française
- Paul Appell, professeur de mathématique et mécanique de 1895 à 1920, membre de l'Académie des sciences
- Jean Chazy, maître de conférences en mécanique en 1925, fournit la résolution complète du problème à trois corps, membre de l'Académie des sciences
- Jacques Hadamard, chaire de mathématiques de 1920 à 1937 membre de l'Académie des sciences
- Paul Pascal, professeur de métallurgie (1927-1929), membre de l'Académie des sciences
- Raymond Barre, qui fut premier ministre, a été professeur d'économie à l'École centrale dans les années 1960
- Les métallurgistes Léon Guillet (promo 1897), Albert Portevin (promo 1902) et Paul Bastien (promo 1929), tous membres de l'Académie des sciences
- le fondateur de l'IRSID Jean Rist et son fils André Rist (promo 1951)
- Luigi Crocco, professeur d'aérodynamique (1970-1977), membre de l'Académie nationale d'ingénierie américaine et de l'Accademia dei Lincei
- les économistes et anciens commissaires au Plan suivants : Henri Guillaume, également ancien PDG de l'ANVAR et Jean-Michel Charpin (1977-1982), ensuite directeur général de l'Insee de 2003 à 2007
- Michel Liu, sociologue et professeur de sciences sociales (1976-1991)
- Jean Robieux, physicien.
- Sébastien Candel, professeur de mécanique des fluides, président de l'Académie des sciences (promo 1968).
- Étienne Klein, professeur de philosophie des sciences (promo 1981)
- Nicolas Grenier, professeur de français, poète et écrivain français.

### Élèves

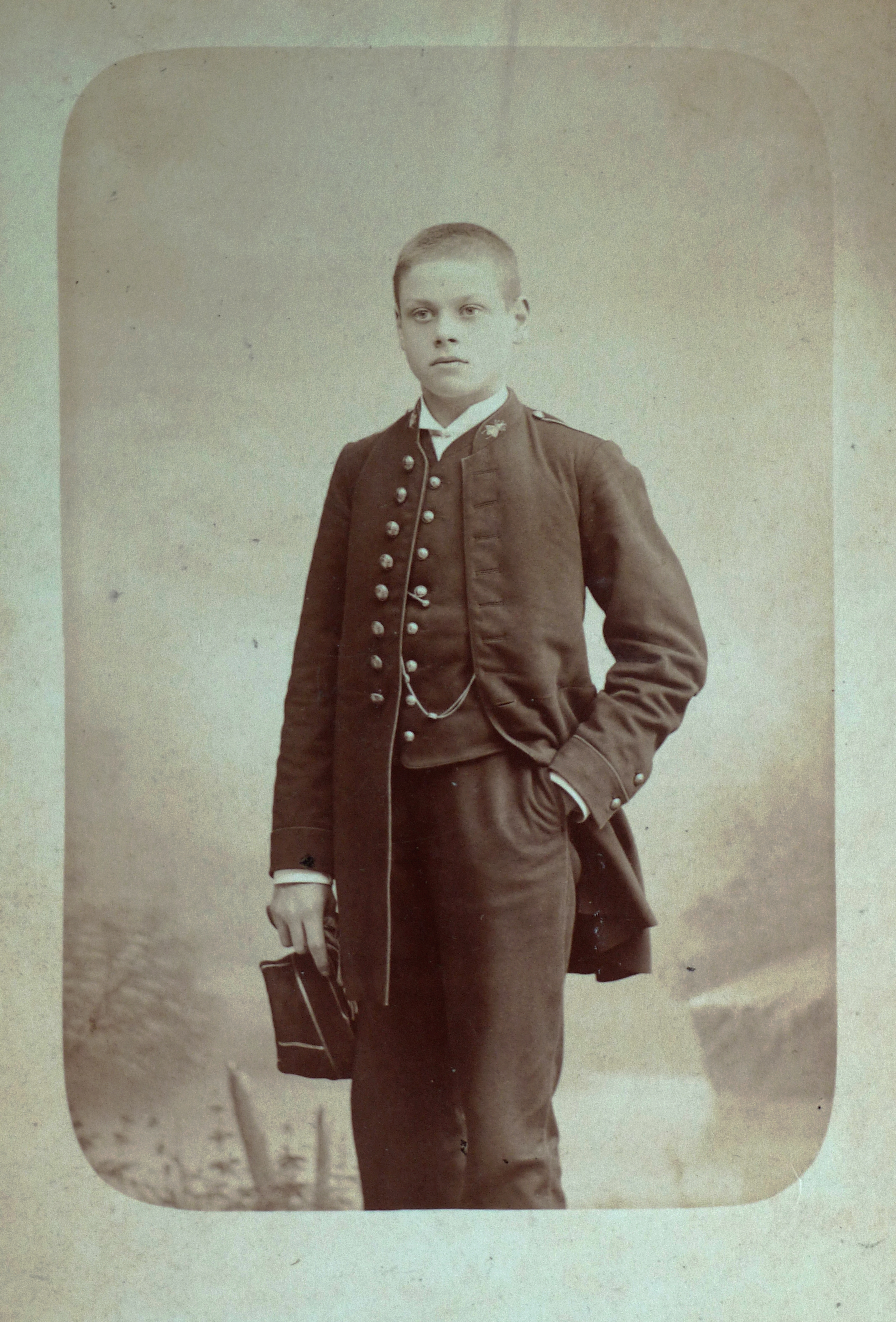
Élève anonyme dans l'uniforme vers 1890.

Les anciens élèves de Centrale Paris ont longtemps été appelés les « Centraux » ou, plus familièrement, les « Pistons ». Désormais, ils sont appelés « Centraliens ». L'Association des anciens élèves est communément appelée « Association des Centraliens ». L'École compte 36 000 diplômés dont 16 000 en activité et environ 7 000 qui adhèrent à l'Association des Anciens.
L'abeille est le symbole choisi historiquement pour représenter l’École Centrale de Paris. Elle était brodée sur le col des uniformes et décorait les boutons jusqu'en 1990. Elle est remplacée en 1990 par un symbole abstrait plus moderne, mais la majorité des centraliens voudraient retrouver la tradition de l'abeille, d'autant plus que depuis 2010 des ruches ont été implantées dans les jardins de l'école.
En 2021, quatre milliardaires français étaient issus de l'école.

## Événements
En 1910, les élèves de l'École Centrale sont à l'origine d'un prix d'aviation : 1 000 francs seront remis à l'aviateur qui, avec un passager, parcourra en ligne droite à travers la campagne une distance de 10 kilomètres. Henri Farman remporte le prix le 29 mars 1910.